# Franca Idoko
Franca Idoko (Nigeria, 15 de junio de 1985) es una atleta nigeriana, especializada en la prueba de 4 x 100 m en la que llegó a ser subcampeona olímpica en 2008.

## Carrera deportiva
En los JJ. OO. de Pekín 2008 ganó la medalla de plata en los relevos 4 x 100 metros, con un tiempo de 43.04 segundos, tras Bélgica y por delante de Brasil, siendo sus compañeras de equipo: Gloria Kemasuode, Halimat Ismaila, Oludamola Osayomi y Agnes Osazuwa.